# Eustomias tomentosis
Eustomias tomentosis är en fiskart som beskrevs av Clarke, 1998. Eustomias tomentosis ingår i släktet Eustomias och familjen Stomiidae. Inga underarter finns listade i Catalogue of Life.